# Стад Олимпик л’Эмирн
«Стад Олимпик Л’Эмирн» — футбольный клуб из Мадагаскара, который стал чемпионом страны в 2001 году и вице-чемпионом Кубка Мадагаскара в 2003 году. Клуб наиболее известен своим «поражением» от «AS Adema» в плей-офф чемпионата Мадагаскара по футболу 2002 года со счетом 149:0, что стало самым крупным поражением в истории футбола. Однако это произошло из-за того, что игроки «Л’Эмирна», разозлившись на судейство, начали забивать в свои ворота, за это результаты «л’Эмирна» были обнулены.

## Достижения команды
- Лига чемпионов THB 2001: 1 место
- Кубок Мадагаскара по футболу: 2 место